# Ед Робертс
Ед Робертс (англ. Ed Roberts, повне ім'я Henry Edward Roberts; 23 серпня 1941, Маямі, штат Флорида, США — 1 квітня 2010, Кокран, штат Джорджія, США) — американський інженер, підприємець і лікар, який розробив перший комерційно успішний персональний комп'ютер у 1975 році.
У юності його найбільше цікавили два напрямки: медицина та електроніка. Вибравши останнє, Робертс поступив на технічну спеціальність в місцевий університет. Однак закінчити навчальний заклад йому не вдалося через вагітність його першої дружини. Він змушений був покинути навчання, щоб допомагати новій сім'ї. Пізніше він скористався програмою армії США, що дозволяла пройти навчання безкоштовно, і закінчив освіту з технічної спеціальності в іншому місці.
У 1969 році Робертс заснував компанію Micro Instrumentation and Telemetry Systems (MITS) з виробництва та продажу електронних наборів для моделювання ракет, але першим успішним його продуктом став електронний калькулятор, який навіть з'явився на обкладинці листопадового 1971 року числа часопису Popular Electronics. Калькулятор був дуже успішним і приніс в продажі один мільйон доларів 1973. Але жорстка цінова війна на ринку калькуляторів загнала компанію в глибокі борги 1974.

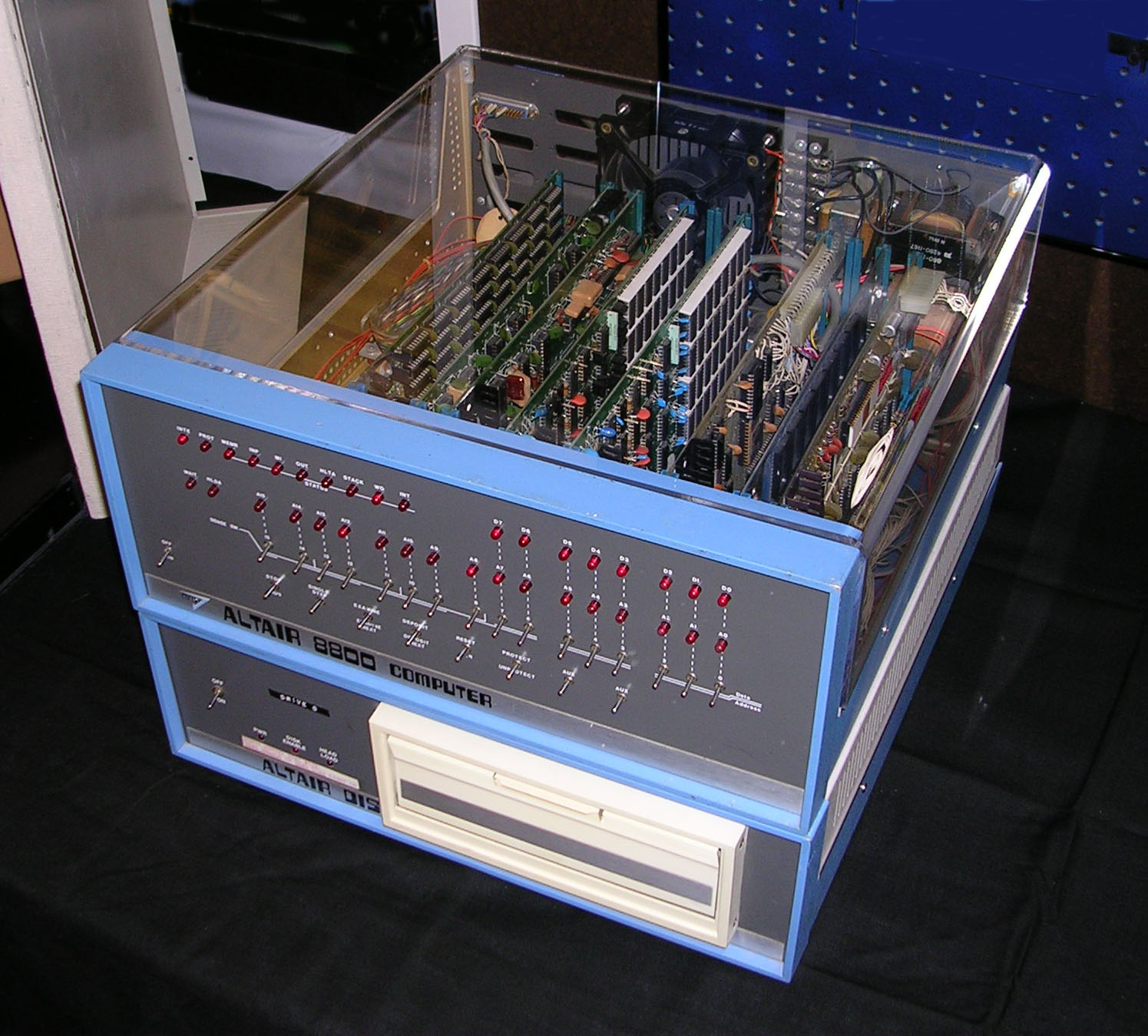
Комп'ютер Altair 8800 з 8-дюймовим накопичувачем на гнучких дисках

Тоді Робертс розробив персональний комп'ютер Altair 8800, який використовував новий мікропроцесор Intel 8080. Комп'ютер Робертса також потрапив на обкладинку Popular Electronics в січні 1975, і ентузіасти завалили MITS замовленнями на цей комп'ютер за $397. Білл Гейтс і його друг Пол Аллен створили Microsoft після того, як прочитали статтю про цей прилад у журналі. Вони подзвонили винахіднику і запропонували йому написати для комп'ютера програмне забезпечення. Білл Гейтс і Пол Аллен приєдналися до MITS, а Altair BASIC став першим продуктом Microsoft.
Завдяки статті в Popular Electronics, Робертсу вдалося продати 400 комп'ютерів у перший день, а всього їх було продано близько 50 тис. штук. Компанія поступово розширювалася, і у 1976 році кількість співробітників становила вже 230 осіб.
У 1977 Робертс продав MITS і поїхав у Джорджію, щоб вивчати медицину. У 1988 році у віці 47 років він вивчився на лікаря в університеті міста Мейкон, штат Джорджія. Робертс почав лікувальну практику у маленькому містечку, де приймав до 30 пацієнтів на день.
Ед Робертс помер 1 квітня 2010 року у лікарні після кількох місяців безуспішного лікування від запалення легенів. Спіробітники лікарні були приголомшені, побачивши найбагатшу людину світу — Білла Гейтса, який приїхав до них попрощатися зі своїм першим роботодавцем.

## Виноски
1. 1 2  SNAC — 2010.
2. ↑  http://www.nytimes.com/2010/04/03/business/03roberts.html
3. ↑  Emerson, Bo (27 квітня 1997). Doctor of invention Computer pioneer keeping it personal as a small-town doc. The Atlanta Journal Constitution. с. M 01.
4. ↑  Roberts, Ed (November 1971). Electronic desk calculator you can build. Popular Electronics. 35 (5): pp. 27–32. {{cite journal}}: |pages= має зайвий текст (довідка)
5. ↑  Lucas, Urith (20 квітня 1973). Albq calculator firm to expand plant, triple number of employees. The Albuquerque Tribune. с. C14.
6. ↑  Эд Робертс умер 1 апреля [Архівовано 9 травня 2013 у Wayback Machine.] (рос.)
7. ↑  Эдвард Робертс — создатель первого персонального компьютера // Газета «Наша Флорида». Архів оригіналу за 12 квітня 2018. Процитовано 11 квітня 2018.